# Perophiusa pseudotirhaca
Perophiusa pseudotirhaca là một loài bướm đêm trong họ Noctuidae.